# Thomas Wolfe

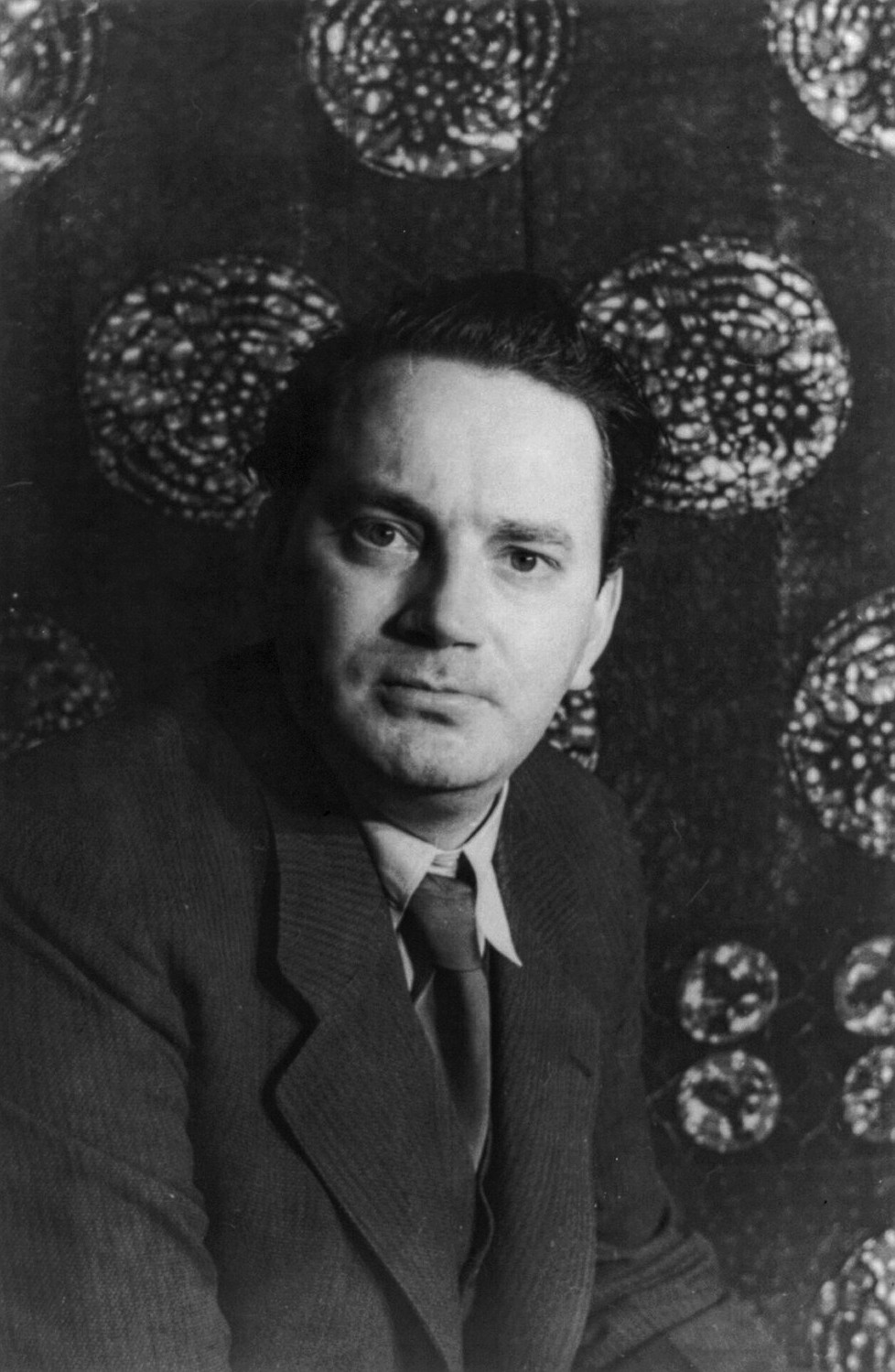
Thomas Wolfe, 1937, foto Carl Van Vechten

Thomas Clayton Wolfe (Asheville, North Carolina, 3 oktober 1900 – Baltimore, 15 september 1938) was een Amerikaans schrijver.

## Leven en werk
Wolfe studeerde aan de Universiteit van North Carolina te Chapel Hill en later aan de Harvard-universiteit. Van 1924 tot 1929 doceerde hij daar ook Amerikaanse literatuur, maar dat gaf hij op om zich volledig op het schrijven te richten. Wolfe reisde meermaals naar Europa, onder meer naar Berlijn en Parijs, en maakte kennis met vooraanstaande schrijvers als Hemingway en Scott Fitzgerald.
Hij stierf in 1938 aan longontsteking, uiteindelijk gediagnosticeerd als longtuberculose.
Wolfe schreef vier enorme romans en twee verhalenbundels. Slechts twee van die romans, Look Homeward, Angel (1929) en Of Time and the River (1935), plus de verhalenbundel From Death to Morning (1935) werden tijdens zijn leven gepubliceerd. Zijn andere romans, The Web and the Rock (1939) en You can't go home again (1940), evenals zijn tweede verhalenbundel The Hills Beyond (1941) werden samengesteld uit zijn literaire nalatenschap.
Eugene Gant, de autobiografische hoofdpersoon uit Wolfes eerste twee romans, volgt nauwgezet Wolfes eigen levensloop: jeugd in een klein stadje in North Carolina, studies in zijn geboortestaat en Harvard, reizen naar New York en Europa. Voor zijn derde en vierde roman verandert Wolfe de naam van zijn hoofdpersoon in Webber, evenals een aantal omstandigheden waaronder hij opgroeide, maar verder blijft ook deze figuur een fictioneel alter ego van Wolfe: beide romans volgen Wolfe/Webber als docent aan de Universiteit en als beginnend, uiteindelijk succesvol schrijver.
In de jaren dertig werd Wolfe gerekend tot de belangrijkste schrijvers uit de Verenigde Staten, samen met William Faulkner, Ernest Hemingway, John Dos Passos en F. Scott Fitzgerald. Na zijn dood taande zijn populariteit, wellicht vanwege zijn wijdlopigheid. Ook werd Wolfe wel een zekere, nooit ontgroeide adolescentenmentaliteit verweten, hoewel liefhebbers hier nu net vaak de charme van zijn werk in zien. Vanaf de jaren vijftig herstelde de waardering voor zijn werk weer enigszins, en tegenwoordig wordt Wolfe gerekend tot de belangrijkste Amerikaanse schrijvers van tussen de beide wereldoorlogen.

## Film
In 2016 verscheen de film Genius van Michael Grandage over het leven van Wolfe, met Jude Law als Wolfe en verder Colin Firth en Nicole Kidman in de hoofdrollen.